# گلن ویلیامز
گلن ویلیامز (انگلیسی: Glenn Williams؛ زادهٔ ۱۸ ژوئیهٔ ۱۹۷۷) بازیکن بیس‌بال اهل استرالیا است.